# Il negro del "Narciso"
Il negro del "Narciso" (titolo originale The Nigger of the 'Narcissus': A Tale of the Forecastle, sottotitolato anche A Tale of the Sea) è un racconto di Joseph Conrad.
Pubblicato nel 1897, è considerato dai critici il punto di partenza della fase migliore dell'attività letteraria di Conrad; inoltre la prefazione dell'autore è ritenuta uno dei suoi migliori saggi letterari e, più in generale, un manifesto dell'impressionismo in letteratura.
Fu pubblicato nello stesso anno anche negli Stati Uniti d'America, col titolo The Children of the Sea: A Tale of the Forecastle.

## Trama
Una nave a vela battente bandiera britannica, il mercantile «Narciso», salpa dal porto indiano di Bombay per navigare fino a Londra, sul finire del XIX secolo. L'equipaggio raccoglie un'umanità varia: vecchi lupi di mare e giovani inesperti, tipi loschi e anime semplici. Il protagonista, James Wait, è un marinaio nero delle Indie occidentali, ultimo a rispondere all'imbarco sul mercantile. Durante il viaggio, in alto mare, Wait si dichiara ammalato: colpito dalla tubercolosi, contratta prima di imbarcarsi; la sua infermità stimola la solidarietà e l'umanità di molti membri dell'equipaggio, cinque dei quali lo salvano a rischio della loro vita durante una tempesta al largo del Capo di Buona Speranza. Il Capitano Alistoun ed il vecchio marinaio Singleton rimangono invece indifferenti e insensibili, concentrati sulla nave. Verso la fine del viaggio James Wait sembra star meglio, e chiede di poter lavorare, ma il capitano glielo vieta, e lo relega al suo giaciglio, negandogli la possibilità di sentirsi un uomo come gli altri. Gli animi si esasperano, rischiando l'ammutinamento. Di colpo, la morte improvvisa di Wait risolve la crisi. Tra preghiere biascicate a fior di labbra, il suo corpo scivola in mare, liberando la nave da un fardello simile a una maledizione.

## Interpretazioni
Secondo i critici, il racconto è un'allegoria sul tema della solidarietà e dell'isolamento, con il microcosmo della nave a rappresentare una versione in scala ridotta della società umana. Conrad parrebbe suggerire che la solidarietà umana sia un sentimento strettamente personale e che un'elevata sensibilità verso chi soffre possa essere negativa per il mantenimento di un corretto ordinamento sociale.

## Edizioni
- (EN) Nigger of the Narcissus, London, William Heinemann, 1921. URL consultato il 12 aprile 2015.
- Il negro del Narciso, traduzione di e introduzione di Umberto Pittola, Milano, Corticelli, 1926.
- Il negro del "Narciso", traduzione di Edgardo Baldi, Milano, Sonzogno, 1927.
- Il nero del "Narciso, traduzione di Alda Politzer, Milano, Mondadori, 1950  [in Il tifone e altri romanzi, Mondadori, 1949]. - Introduzione di Vezio Melegari, illustrazioni di Karel Thole, Club degli Editori, Milano, 1965.
- Il negro del "Narciso". Tifone e altri racconti, traduzione di Mario Colombi Guidotti, Introduzione di Piero Bigongiari ("Lettura del Tifone"), Collana Opere di Joseph Conrad. Volume III, Milano, Bompiani, 1955.
- Il negro del «Narciso», traduzione di e nota introduttiva di Maria Gallone, Collana BUR n.1534-1536, Milano, Rizzoli, 1960. - Introduzione di Piero Sanavio, BUR, Milano, 1981.
- Il negro del «Narcissus», traduzione di Ugo Mursia e Umberto Pittola, Milano, Mursia, 1965. [pur partendo dalla traduzione di Pittola, questa versione contiene caratteri di profonda autonomia, tale che nelle successive edizioni porterà la firma del solo Mursia]
- in  Tutti i racconti e i romanzi brevi, trad. riveduta di Ugo Mursia, Milano, Mursia, 1967. - pubblicata anche in Storie di mare e di marinai, Mursia, 1968.
- Il negro del Narciso, traduzione di Marisa Jacotti Semeraro, Brescia, La Scuola, 1970. [edizione ridotta]
- Il negro del Narciso, traduzione di Bruno Oddera, Milano, Fabbri, 1970-1999. - Rimini: Gulliver, 1986; Roma: Newton Compton, 1990 (in Romanzi del mare, con introduzione di Bruno Traversetti).
- Il negro del «Narcissus», traduzione di Ugo Mursia, Introduzione di Elio Chinol, Milano, Mursia, 1985-2015, ISBN 978-88-42-50648-5.
- Il negro del Narciso, traduzione di Maria Grazia Oddera Bianchi, Introduzione di Cedric Watts, Collana Oscar classici, Milano, Mondadori, 1998, ISBN 978-88-04-45328-4.
- Il negro del Narciso, traduzione di Michele Gualla, Milano, La Spiga, 2001. [ed. per bambini]
- Il negro del Narciso, traduzione di Salvatore Asaro, con uno scritto di Italo Calvino, Roma, Edizioni Croce, 2013, ISBN 978-88-64-02190-4.
- Il negro del narcissus, traduzione di Franca Brea, Fidenza, Mattioli 1885, 2014 ISBN 978-88-6261-368-2